# Chimonanthus zhejiangensis
Chimonanthus zhejiangensis là một loài thực vật có hoa trong họ Calycanthaceae. Loài này được M.C.Liu miêu tả khoa học đầu tiên năm 1984.